# Золотые монеты Александра II
Золотые монеты Александра II — монеты Российской империи, отчеканенные из золота на Санкт-Петербургском монетном дворе во время правления императора Александра II. Александр II ввёл новый номинал монет — 3 рубля, а также отчеканил в ограниченном тираже 25-рублёвые монеты в честь 30-летия великого князя.

## История
При Александре II сохранился вес, проба и внешний вид золотой 5-рублёвой монеты, но от 16 января 1859 года лицевая стороны была изменена для соответствия с новым Государственным гербом. 11 февраля 1869 года императором было одобрение решение Государственного Совета о введении в оборот трёхрублёвой золотой монеты, нехарактерной для монетной системы России. Внешний вид новой монеты был похож на пятирублёвку. Пятирублёвые монеты зовутся полуимпериалами, а трёхрублёвые — червонцами. Всего монет номиналом в пять рублей было изготовлено 177 274 741 шт, а номиналом в 3 рубля — 1 497 050 штук.
По заказу князя Владимира Александровича в 1876 году было изготовлено 100 штук 25-рублёвых золотых монет, соответствующих оформлению полуимпериала. Коллекция монет была названа «В память 30-летия великого князя Владимира Александровича».

## Описание
Монеты номиналом 3 и 5 рублей чеканились из золота 917 пробы в Санкт-Петербургском монетном дворе. На аверсе 3 рублёвой золотой монеты (в центральной части) было помещено изображение Малого Государственная Герба России 1856 года. Справа и слева от хвоста двуглавого орла отчеканены инициалы — «Н» и «I». На реверсе в центре был указан номинал — «3» (цифрой), над этой цифрой располагалась императорская корона, а чуть ниже слово «РУБЛЯ». Справа и слева от номинала находится шестиконечная звезда. Под цифрой две стилизованных линии в виде орнамента, меж которыми точка. Год чеканки «1872» находится чуть ниже линий, а ещё ниже — буквы «С. П.Б», что означает место создания — «Санкт-Петербург». Вокруг надписи точки в виде кольца, за периметром которых написан вес: «ЧИСТАГО ЗОЛОТА 81 ДОЛЯ». Конец и начало надписи отделены друг от друга цветком.